# Городская библиотека Брауншвейга
Городская библиотека Брауншвейга (нем. Stadtbibliothek Braunschweig) — публичная библиотека, расположенная в городе Брауншвейг (Нижняя Саксония); была основана в 1861 году — сегодня обладает фондом около 550 тысяч томов и занимает площадь в 7800 м², являясь одной из крупнейших муниципальных библиотек региона. Основу книжной коллекции при основании составили фонды церковной библиотеки, основанной в 1570 году недалеко от городской церкви Мартиникирхе. С июня 2007 года библиотека переместилась в помещения реконструированного Брауншвейгского дворца.

## История

### «Городской архив и Городская библиотека»
Городская библиотека Брауншвейга ведёт свою историю от библиотеки духовного ведомства, основанной в 1570 году в здании рядом с церковью Святого Мартина (Мартиникирхе, Martinikirche). Священник-реформатор Мартин Хемниц (1522—1586) предложил основать библиотеку, в основу коллекции которой были положены лютеранские сочинения, которые могли бы использоваться в городских церквях. В 1753 году в библиотеку была добавлена средневековая книжная коллекция местного священника Гервина фон Хамельна (Gerwin von Hameln, 1415—1496). Затем библиотека была перемещена в церковь Брюдеркирхе и к ней была добавлена обширная личная библиотека члена городского совета Иоганна Каммана (Johann Camman, 1584—1649).
Во время празднования 1000-летия со дня основания города Брауншвейга, в 1861 году, городским советом были учреждены «Городские собрания» (Städtischen Sammlungen), в которые вошли городской архив, городская библиотека и городской музей. Первоначальной задачей библиотеки было — в сотрудничестве с городским архивом — собрать все произведения, написанные жителями города или опубликованные в нём. Вскоре библиотечная модель была расширена: коллекции, как показывает административный отчет за 1880 год, стала включать в себя книги по истории Германии, государственную и юридическую литературу, немецкую провинциальную и городскую историю, а также — работы по экономике и статистике. Первым штатным архивариусом и директором библиотеки был историк Людвиг Гензельманн (Ludwig Hänselmann, 1834—1904); он же до 1898 года возглавлял и муниципальный музей. «Собрания» были перемещены в 1863 году в здание ратуши «Neustadtrathaus», которая после масштабной реставрации была открыта 1 мая 1865 года.

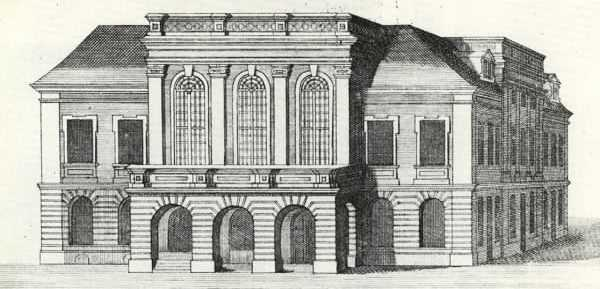
Ратуша «Neustadtrathaus» после реконструкции

Весной 1910 года городская библиотека и архив переехали в здание, построенное по проекту архитектора Макса Остерло (Max Osterloh) на улице Штайнторваль (Steintorwall): открытие состоялось 17 мая. Во время Второй мировой войны библиотека и архив были закрыты в августе 1944 года. Во ходе войны зданию были нанесены незначительное повреждение — библиотека практически не понесла потерь. 1 октября 1945 года она была открыта для посещения. Городской архив открылся позднее: 12 июня 1950 года состоялось повторное открытие обновленного единого читального зала архива и библиотеки. 20 февраля 1956 года из-за нехватки топлива были временно закрыты общественные здания города и местных 36 школ.
1 января 1981 года прежняя административная единица «Городской архив и Городская библиотека» была упразднена. Став независимым учреждением, архив в 1985 году переехал во флигель здания на улице Лёвенваль (Löwenwall). В 1996 году книжные фонды из архива и музея были переданы библиотеке.

### «Публичная библиотека» (1907—2007)
Публичная библиотека, которая сейчас входит в состав городской библиотеки, начала свою историю в 1907 году — когда в городе было основано «Товарищество народного читального зала» (Verein Volkslesehalle). Заведение фактически открылось в начале 1910 года в здании местной торговой палаты на улице Гаркюхе (Garküche). Публичная библиотека и её читальный зал в 1928 году переехали в «Дом интеллектуального труда» (Haus der geistigen Arbeit), спроектированный архитектором Германом Флеше (Herman Flesche, 1886—1972). В 1941 году город Брауншвейг взял на себя финансовую поддержку библиотеки — после того предыдущая спонсорская ассоциация подверглась репрессиям со стороны национал-социалистических властей.
После окончания Второй мировой войны публичная библиотека вновь открылась 25 июля 1945 года: из собрания в 30 000 томов около 20 000 были потеряны в ходе войны. В 1995 году в здании бывшего консервного завода на Карлштрассе, ставшего помещением для культурного и коммуникационного центра, была открыта музыкальная библиотека. В июне 2007 года фонды публичной (около 120 000 книг) и музыкальной библиотек были перенесены на новое место — в помещения Брауншвейгской резиденции. Сюда же переехала и городская библиотеке: у единой библиотеке сегодня есть два филиала, в районах Хайдберг и Вестштадт.

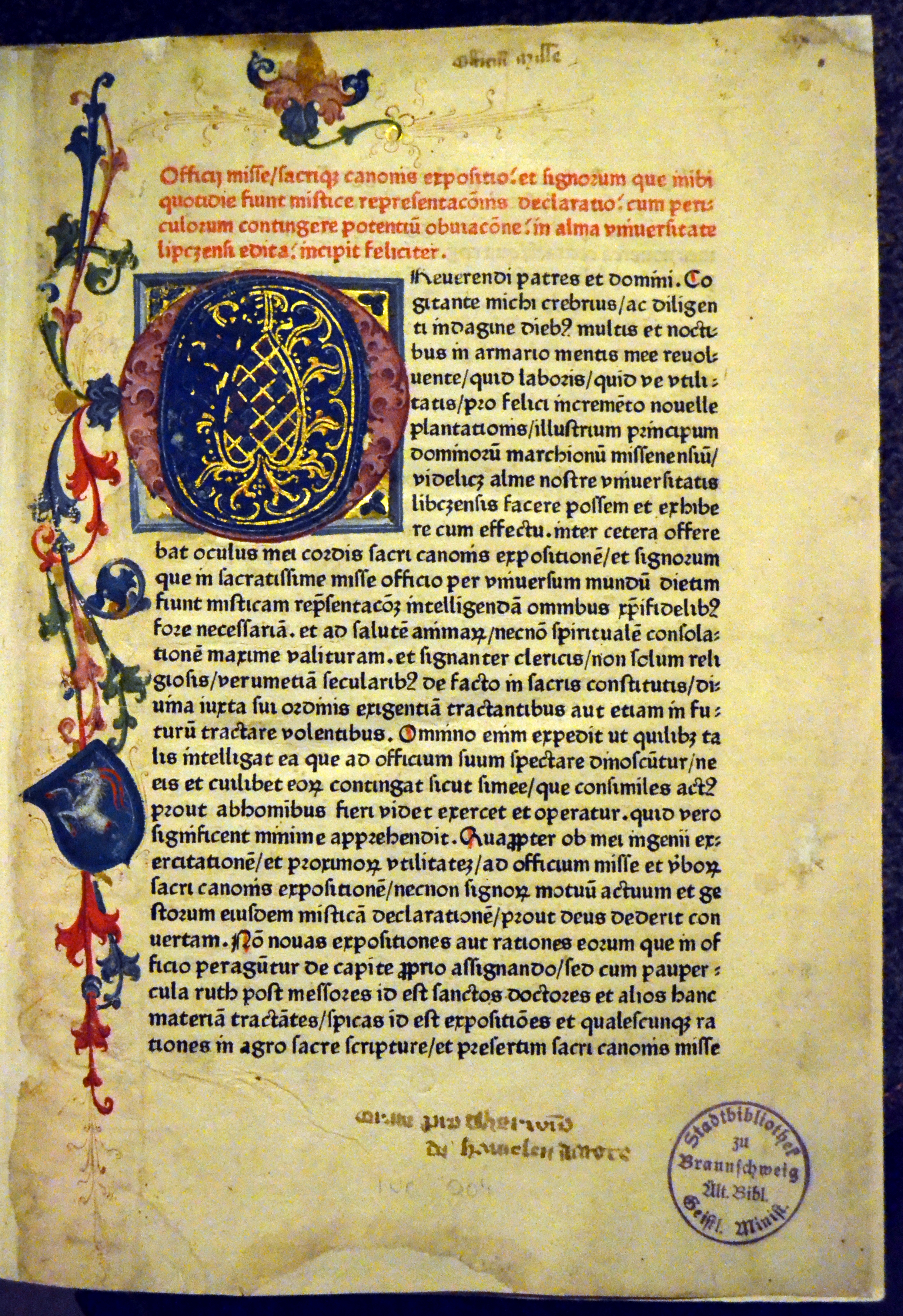
Первая страница рукописи из библиотеки Гервина фон Хамельна (около 1474)

## Описание
Городская библиотека Брауншвейга хранит 550 тысяч томов и занимает площадь в 7800 м². Самые старые фонды включают в себя 195 средневековых рукописей, 426 инкунабул, созданных ранее 1500 года, 5264 гравюры XVI века, 12 531 гравюру XVII века и 7193 гравюры XVIII века.